# Hyposmocoma molluscivora
Hyposmocoma molluscivora es una especie de lepidóptero ditrisio de la familia Cosmopterigidae descrita recientemente (2005), cuya oruga se alimenta de caracoles, a los que caza con una tela de seda que teje como una araña sobre las hojas. Habita en Hawái en las islas Maui y Molokai.
Las orugas encontradas en Hawái, lugar aislado del planeta pues está ubicado en medio de Pacífico, fueron bautizadas Hyposmocoma molluscivora, son las primeras que se observan que tejen telas de seda para atrapar a sus presas antes de devorarlas.
Los investigadores analizaron una veintena de ataques a caracoles realizados por diez de estos insectos, que miden de 7 a 10 milímetros de largo. La técnica consiste en esperar a que el caracol esté en reposo para atarlo a la hoja en la que se encuentra, y luego devorar su carne hasta dejar la concha totalmente vacía.